# The Stories
The Stories er et bokssæt af det britiske death/doom metal-band My Dying Bride. Det blev udgivet i 1994 i et meget begrænset antal svarende til 3000 eksemplarer. Bokssættet består af bandets tre ep'er Symphonaire Infernus et Spera Empyrium, The Thrash of Naked Limbs og I Am the Bloody Earth. Alle tre ep'er blev senere udgivet igen på opsamlingsalbummet Trinity i 1995, med undtagelse af sangen "Transcending (Into The Exquisite)."

## Sporliste

### Sporliste påSymphonaire Infernus et Spera Empyrium
1. "Symphonaire Infernus et Spera Empyrium" – 11:39
2. "God is Alone" – 4:51
3. "De Sade Soliloquay" – 3:42

### Sporliste påThe Thrash of Naked Limbs
1. "The Thrash of Naked Limbs" – 6:13
2. "Le Cerf Malade" – 6:31
3. "Gather Me up Forever" – 5:17

### Sporliste påI Am the Bloody Earth
1. I Am the Bloody Earth  – 6:37
2. Transcending (Into the Exquisite)  – 8:39
3. Crown of Sympathy (Remix)  – 11:10

## Fodnoter
1. ↑  The Storie info på Metallum